# Una luna per i bastardi
Una luna per i bastardi (A Moon for the Misbegotten) è un'opera teatrale del drammaturgo statunitense Eugene O'Neill, sequel del suo dramma Lungo viaggio verso la notte. La pièce fu l'ultima opera di O'Neill, scritta tra il 1941 ed il 1943, quando la sua salute deteriorò fino al punto di impedirgli di scrivere. La prima produzione andò in scena nel 1947.

## Trama
Connecticut, settembre 1923. I tre personaggi principali sono Josie, un'irlandese dalla lingua tagliente e la reputazione rovinata, Phil Hogan, suo padre e contadino che lavora la terra di James Tyrone Jr, un alcolizzato perseguitato dal ricordo della morte della madre. Dopo che Mike, il più giovane degli Hogan, lascia la fattoria, il padre e James si ubriacano insieme e, scherzando, il proprietario gli dice che dovrebbe sfrattarlo e vendere la terra al suo odiato vicino, T. Steadman Harder. Hogan allora organizza un piano per sottrarre la terra a Tyrone, un piano che coinvolge Josie: la figlia dovrà flirtare con James, andarci a letto e poi ricattarlo. Il piano viene accantonato quando Josie realizza che Tyrone non ha nessuna intenzione di vendere la terra. Durante la notte, al chiaro di luna, Josie e Tyrone si conoscono e rivelano segreti del loro passato. James la parla della morte della madre, la morfinomane Mary, e le racconta del suo viaggio a Est dopo l'overdose della donna e delle notti passati con prostitute per sopprimere il dolore. Alla fine, Tyrone parte per New York, per prendersi cura delle proprietà della madre, e poco dopo muore per conseguenze legate all'alcolismo.

## Produzioni
Al termine della stesura il testo fu affidato alla Theatre Guild, che aveva già messo in scena le prime di diversi drammi di O'Neill. Non soddisfatto dell'esito delle prove, il drammaturgo pretese un periodo di rodaggio prima del debutto a Broadway e la prima rappresentazione di Una luna per i bastardi andò in scena all'Hartman Theatre di Columbus, il 3 marzo 1947. La messa in scena confermò i dubbi di O'Neill, che rinunciò definitivamente al progetto.
La pièce debuttò a Broadway dieci anni più tardi, tre dopo la morte dell'autore, e rimase in cartellone al Bijou Theatre per 68 repliche dal 2 maggio. Carmen Capalbo curava la regia, Cyril Cusack interpretava Hogan, Franchot Tone Tyrone e Wendy Hiller Josie. Per la sua interpretazione la Hiller fu candidata al Tony Award alla migliore attrice protagonista in un'opera teatrale. Pochi mesi dopo Una luna per i bastardi debuttò in Italia, in scena al Teatro del Convegno di Milano dal 27 ottobre con Carla Bizzarri e Luciano Alberici, per la regia di Enzo Ferrieri.
Dal 26 dicembre 1973 al 17 novembre 1974 il dramma andò in scena per 313 repliche al Morosco Theatre di Broadway, con la regia di José Quintero; questa messa in scena era precedentemente andata in scena all'Academy Playhouse di Lake Forest nel luglio dello stesso anno. In entrambi i casi, il cast era capitanato da Jason Robards (James Tyrone), Ed Flanders (Hogan) e Colleen Dewhurst (Josie). I tre attori e il regista vinsero sia il Tony Award che il Drama Desk Award per la loro regia e interpretazione.
59 repliche di Una luna per i bastardi andarono in scena al Court Theatre di Broadway dal 9 aprile al 9 giugno 1984. Il cast, diretto da David Laveaux, annoverava Ian Bannen (James Tyrone), Jerome Kilty (Hogan) e Kate Nelligan (Josie). L'allestimento ricevette quattro candidature ai Tony Award, tra cui miglior revival di un'opera teatrale. Gabriel Byrne, Roy Dotrice e Cherry Jones furono gli interpreti della pièce nel revival di Broadway del 2000, andato in scena per 135 repliche al Walter Kerr Theatre. Tutti e tre gli attori furono candidati al Tony Award e Dotrice vinse il Tony Award al miglior attore non protagonista in un'opera teatrale. Howard Davies ha diretto la prima londinese del dramma all'Old Vic, dove andò in scena dal 15 settembre al 23 dicembre 2006: Colm Meaney interpretava Hogan, mentre Kevin Spacey ed Eve Best ricoprivano il ruolo di James Tyrone Jr e Josie. Questo allestimento fu riproposto a Broadway nella primavera del 2007, in scena per 84 repliche al Brooks Atkinson Theatre. Particolarmente apprezzata fu la performance della Best, candidata al Tony Award. Nell'agosto 2015 Una luna per i bastardi andò in scena al Williamstown Theatre Festival, con Audra McDonald (Josie), Will Swenson (Tyrone) e Glynn Turman (Hegan).